# John Flavelle
Dr. John Mason Flavelle né en 1863 à Kensington et mort à Hampstead le 1er décembre 1947 est un joueur britannique de tennis et Biologiste.

## Biographie
Il participe au tournoi de Wimbledon de 1895 à 1920 où il atteint les 1/4 de finale à deux reprises en 1895 (perd contre George Meers) et 1898 (perd contre Laurie Doherty). Il atteint les 1/4 de finale en double en 1905 avec l'Sud-Africain Harry Kitson.
Il a joué pendant 34 ans et remporté une dizaine de tournois en Europe de 1891 à 1924. Il avait 60 ans quand il a joué son dernier match, contre René Lacoste à Nice en 1924.
Finaliste au Tournoi du Queen's, Tournoi de Hambourg et au Tournoi de Paris TCP.
Il a étudié la médecine à Londres, Notting Hill. Il a écrit un livre en 1925 : Biological Therapy.